# HAYALIUTA
HAYALIUTA（はやりうた）は、2011年5月2日から2012年3月29日までNACK5で放送されていた音楽番組である。民放のFMラジオでは珍しく演歌・歌謡曲を中心に放送していた。パーソナリティは、当時俳優だった山本太郎。

## 概要
- 前半はリスナーからのリクエストを1 - 2曲紹介した。リクエスト曲は、いわゆる懐かしのニューミュージックやアイドル歌謡曲が流れることもあった。また、曲名とともに作詞・作曲者も読み上げることが多かった。
- 番組の最後は「未来の流行り歌」として演歌・歌謡曲の新曲を紹介した。
- 番組の前後に演歌・歌謡曲の新譜CDやコンサートの告知CMが入ることがあった。
- 番組開始当初は木曜日は「ゲストコーナー」となっていたが、2011年6月以降は不定期でゲストを呼んでいた。

## 放送時間
- 2011年5月2日 - 2012年3月29日　19:45 - 20:00（「夕焼けSHUTTLE」は15分短縮して放送）

## 後継番組
- 当番組の後継番組として、2012年4月2日から「FM NACK5 〜 Beuatifulsongsこころの歌 〜」を月曜日 - 木曜日まで毎日12:50 - 13:00でスタートすることになり（後に5分拡大）、パーソナリティも長谷川雄啓に代わり、よりNACK5色を出した演歌・歌謡曲番組となっている（金曜に放送しないのは、朝9:00 - 17:55までの長時間ワイド「ファンキーフライデー」があるため）。
- 2012年4月2日からのこの時間帯は、金曜日19:10 - 20:30に生放送されている「BEAT SHUFFLE」の姉妹番組「V-ROCK INDEX」というロック系音楽番組を放送した（パーソナリティは「BEAT-」と同じ浅井博章が担当）。「V-ROCK INDEX」自体は2014年3月で終了し、以後は生番組の「キラメキ ミュージック スター「キラスタ」」が放送中。